# Эльвигазан
Эльвигаза́н (укр. Ельвігазан, крымскотат. Elüv Qazan, Элюв Къазан) — исчезнувшее село в Джанкойском районе Республики Крым, располагавшееся на самом западе района, в степной части Крыма, примерно в 3 км к западу от современного села Крымка.

## История
Первое документальное упоминание села встречается в Камеральном Описании Крыма… 1784 года, судя по которому, в последний период Крымского ханства Адлу казан входил в Бочалатский кадылык Карасубазарского каймаканства. После присоединения Крыма к России (8) 19 апреля 1783 года, (8) 19 февраля 1784 года, именным указом Екатерины II сенату, на территории бывшего Крымского Ханства была образована Таврическая область и деревня была приписана к Перекопскому уезду. После Павловских реформ, с 1796 по 1802 год, входила в Перекопский уезд Новороссийской губернии. По новому административному делению, после создания 8 (20) октября 1802 года Таврической губернии, Эльвигазан был включён в состав Бозгозской волости Перекопского уезда.
По Ведомости о всех селениях в Перекопском уезде состоящих с показанием в которой волости сколько числом дворов и душ… от 21 октября 1805 года, в деревне Илювки-Зан числилось 30 дворов, 193 крымских татарина и 1 ясыр. На военно-топографической карте генерал-майора Мухина 1817 года деревня Еликазан обозначена с 37 дворами. После реформы волостного деления 1829 года Эльвигазан, согласно «Ведомости о казённых волостях Таврической губернии 1829 года» определили центром Эльвигазанской волости. На карте 1836 года в деревне Элюгазан 22 двора, как и на карте 1842 года. Согласно «Памятной книжке Таврической губернии за 1867 год», деревня стояла покинутая, ввиду эмиграции крымских татар, особенно массовой после Крымской войны 1853—1856 годов, в Турцию.
Видимо, какая-то жизнь была в деревне в конце XIX — начале XX века, поскольку в «…Памятной книжке Таврической губернии на 1892 год» в сведениях о Богемской волости никаких данных о деревне, кроме названия Элюгазан, не приведено.
После установления в Крыму Советской власти, по постановлению Крымревкома от 8 января 1921 года № 206 «Об изменении административных границ» была упразднена волостная система и в составе Джанкойского уезда был создан Джанкойский район. В 1922 году уезды преобразовали в округа. В последний раз Эльгазан, в составе Джанкойского района, встречается на карте Крымского статистического управления 1922 года.